# Светлана Лапина
Светлана Михајловна Лапина (рус. Светлана Михайловна Лапина; Махачкала, 12. април 1978) била је руска атлетичарка специјалиста за скок увис.
Први спортски успех Лапина постигла је 1996, са 18 година, освојивши треће место на Светском јуниорском првенству. Године 1999, Лапина је постигла двоструки успех. Освојила је „бронзу" на Светском првенству у Свевиљи, када је имала исти резултат са победницом Ингом Бабаковом и другопласираном Јеленом Јелесином, а пласман је одлучио број неуспелих покушаја. Исте године освојила је „сребро" на Летњој универзијади иза Монике Јагар.
На Олимпијским играма у Сиднеју 2000 Лапина резултатом 1,92 м испала већ у квалификацијама.
Такмичарску каријеру је завршила 2005. године.